# Sadajlo
Sadajlo (en georgiano: სადახლო; en azerí: Sadaxlı) es una aldea de Georgia ubicada en el sur de la región de Baja Iberia, siendo parte del municipio de Marneuli. Sadajlo es el pueblo más grande de Georgia.

## Geografía
Sadajlo está a orillas del río Debet, a 30 kilómetros de la ciudad de Marneuli y en la frontera con Armenia.

## Historia
Desde principios de los años 90 hasta 2006, elmercado fronterizo funcionó en el pueblo de Sadajlo. En él representantes de las tres repúblicas transcaucásicas (Georgia, Azerbaiyán y Armenia) comerciaron. Esto fue especialmente importante debido al conflicto en el Alto Karabaj.

## Demografía
La evolución demográfica de Sadajlo entre 1922 y 2014 fue la siguiente:
| 1839                                            | 5185 | 6756 | 9486 | 7337 |
| (Fuente: Population of Georgia in Soviet times) |      |      |      |      |

Según los datos del censo de 2014, los azeríes son el 99,8% de la población.

## Economía
La población se dedica principalmente al comercio, la cría de ovejas, la ganadería y el cultivo de hortalizas. El pueblo de Sadajlo ha sido famoso en la región desde la antigüedad por sus alfombras y tapices. Es a este pueblo al que pertenecen las alfombras azerbaiyanas lembeli de la escuela de Borchalo. La piedra caliza de mármol extraída en el pueblo de Sadajlo se utilizó en la construcción de la sala subterránea de la estaciones de metro de Mayakovskaya y Sokolniki (Moscú).

## Infraestructura

### Arquitectura, monumentos y lugares de interés
Cerca de Sadajlo está las ruinas de la fortaleza de Tsopi, funcionó en los siglos VI-XIII.

### Transporte
La carretera de importancia internacional S7 (E001), que une Tiflis y Ereván, pasa por Sadajlo. El cruce fronterizo Sadajlo-Bagratashen es el más importante de los cuatro cruces vehiculares entre Georgia y Armenia, con más de 1,2 millones de viajeros entrantes registrados en 2019. Desde el centro de Sadajlo, la ruta nacional Sh37 se dirige hacia el oeste hasta Ajkerpi, que también tiene un cruce fronterizo con Armenia. 
En el pueblo de Sadajlo hay una estación de tren del mismo nombre, que sirve como estación final o punto de partida para los trenes suburbanos diarios que conectan Tiflis y Ereván (inaugurada en 1899).